# The Bramble Bush
El zarzal es una película estadounidense de 1960, basada en la polémica novela homónima, dirigida por Daniel Petrie y protagonizada por Richard Burton, Angie Dickinson, Barbara Rush, Jack Carson y James Dunn. Fue producida por Warner Bros.

## Argumento
El doctor Guy Montford vuelve a su ciudad natal de Massachusetts a petición de su amigo Larry McFie, quien agoniza de cáncer. 
Larry le pide que le aplique la eutanasia pero el doctor se niega y le administra calmantes, mientras que el padre de Larry no quiere que su hijo sea tratado por Guy.
Margaret, la esposa de Larry y futura viuda, va navegar con Guy, y se sorprende de que este trate de forma cruel al borracho del pueblo, Stew, hasta que se entera de que Stew y la madre de Guy fueron amantes. Margaret y Guy también se hacen amantes.
Frances, la enfermera de Guy, está enamorada de él. 
Guy no puede aguantar ver sufrir a su amigo y le da una sobredosis fatal de morfina. Fran se da cuenta y lo denuncia por despecho.
Hay un juicio donde se demuestra que Larry suplicó la eutanasia. Un jurado absuelve a Guy, que se va con Margaret esperando comenzar una nueva vida lejos del pueblo.

## Reparto
- Richard Burton: Dr. Guy Montford
- Angie Dickinson: Fran
- Jack Carson: Bert Mosley
- Barbara Rush: Margaret
- Frank Conroy: Sol Kelsey
- Carl Benton Reid: Sam McFie
- Tom Drake: Larry McFie
- Henry Jones: Parker Welk
- James Dunn: Stew

## Recepción y polémica
La película recaudó $3 millones en América del Norte. En Televisión española su emisión fue cancelada varias semanas en 1978 debido al tema que trata.